# 완주 송광사 대웅전
완주 송광사 대웅전(完州 松廣寺 大雄殿)은 대한민국 전북특별자치도 완주군 소양면, 송광사에 있는 조선시대의 건축물이다. 1996년 5월 29일 대한민국의 보물 제1243호로 지정되었다.
이 건물은 송광사의 중심 법당으로 신라 말기에 보조스님이 처음 지었다고 전한다. 원래 이층 법당이었는데 조선 철종 8년(1857년]]에 재봉스님이 일층 건물로 다시 세웠다. 대웅전 천장에는 부처의 진리를 찬탄하며 부처에게 음성과 춤 공양을 올리는 11점의 비천상이 그려져 있다. 다른 사찰의 벽화와 달리 채색과 선이 완벽하게 살아 있으며, 한국민중예술과 불교 미술이 함께 어우러진 아름다운 천장 벽화이다.

## 개요
송광사는 통일신라 경문왕 7년(867)에 도의가 처음으로 세운 절이다. 그 뒤 폐허가 되어가던 것을 고려 중기의 고승 보조국사가 제자를 시켜서 그 자리에 절을 지으려고 했지만, 오랫동안 짓지 못하다가 광해군 14년(1622) 응호·승명·운정·덕림·득순·홍신 등이 지었다고 한다. 이후로도 인조 14년(1636)에 이르기까지 계속해서 절의 확장공사가 있었고 큰 절로 번창하였다.
대웅전은 절의 중심이 되는 건물로, 기록에 따르면 조선 인조 14년(1636)에 벽암국사가 다시 짓고, 철종 8년(1857)에 제봉선사가 한 번의 공사를 더하여 완성하였다고 한다.
앞면 5칸·옆면 3칸 규모에 지붕은 옆면에서 볼 때 여덟 팔(八)자 모양을 한 팔작지붕이다. 지붕 처마를 받치기 위해 장식하여 만든 공포는 기둥 위와 기둥 사이에도 있는 다포 양식으로 꾸몄다.
‘대웅전·의창군서’라고 쓰인 현판도 있는데, 의창군은 선조의 8번째 아들이며 광해군의 동생이다. 인조 14년(1636)에 세운 송광사개창비의 글도 의창군이 썼다. 현판은 이때에 쓴 것으로 보이는데 대웅전을 세운 시기를 아는데도 참고가 되고 있다. 다른 건물에 비하여 가운데 칸이 비교적 좁고, 문 위 벽면에 그림을 그려 넣은 것이 특징이다.
건물 안쪽에는 석가여래를 중심으로 좌우에 아미타여래와 약사여래를 함께 모셔 놓았다.

## 현지 안내문
지금의 대웅보전은 1951년 소실 후 1988년 송광사 8차 중창 당시 다시 지어졌다. 대웅보전에는 삼세(과거 현재 미래)제도를 염원하는 삼세불 즉, 과거불인 연등불·현재불인 석가모니불·미래불인 미륵불을 모셨으며, 각 부처님의 좌우에 관세음보살·문수보살·보현보살·지장보살 등 4대 보살을 모시고 있다. 108평 규모의 대웅보전은 독특한 건축형태와 단청으로 현대 한국 전통건축의 수작으로 꼽히고 있다.

## 같이 보기
- 송광사

## 참고 자료
- 완주 송광사 대웅전 - 국가유산청 국가유산포털